# Eriosema preptum
Eriosema preptum är en ärtväxtart som beskrevs av Charles Howard Stirton. Eriosema preptum ingår i släktet Eriosema och familjen ärtväxter. Inga underarter finns listade i Catalogue of Life.